# N903i
FOMA N903i（フォーマ・エヌ きゅう まる さん アイ）は、NECが開発した、NTTドコモの第三世代携帯電話 (FOMA) 端末製品である。

## 概要
N903i は、前代製品の N902iS より引き続き Link Face Design を採用する折りたたみ式携帯電話端末である。カラーバリエーションはサーフブルー、ジェットブラック、スパークルホワイト、バーミリオンオレンジの四種類に、関西限定モデルのプラチナピンクを加えた五種類。2.5インチのメインディスプレイはFOMA端末としては初めて高精細な 480×690ドットの VGA+ TFT液晶を採用している。そして、唯一、903シリーズのこの端末だけ、テキサスインスツルメンツ社のCPU「OMAP2430」を、搭載している。
FOMA 903i シリーズ共通の機能として、着うたフル、GPS、メガiアプリ、3Gローミング (WORLD WING) に対応した。またセキュリティ機能としてIC認証(あらかじめ登録した非接触ICカードにかざす)、顔認証を搭載している。
搭載されるカメラは320万画素CMOSで、オートフォーカスを搭載。手ぶれ補正機構として N902iS のスーパー手ブレ補正からウルトラ手ブレ補正に、画像処理機能も PictMagic III へと改良された。テレビ電話用のサブカメラはCMOS約33万画素。N901iS以降から標準搭載されているフルブラウザNetFrontも搭載し、VGA+に対応している。外部メモリーカードは新しくmicroSDメモリーカード（2GBまで・ドコモ発表）に対応。スロットは他機種と違い電池カバーを外したところにある。(バッテリーは外さなくても良い)　デジタルオーディオプレーヤー機能を搭載し、SD-Audio形式(AAC/AAC+SBR)に対応。
プリインストールのiアプリは以下の通り。
- ゼンリン地図+ナビN (メガiアプリ)
- 桃太郎電鉄JAPAN豪華版 (メガiアプリ)
- ドラゴンクエスト不思議のダンジョンMOBILE（体験版）
- iDおよびDCMX
- カメラでケンサク! ERサーチ

なお5種類（内1つは関西地区限定カラー）あるカラーリングの内ジェットブラックだけは折りたたんだ際の表面がハーフミラーとなっており、サブ画面の見栄えが他の色と異なる。またN902iSに続きFelicaチップはサブ画面のそばにあるため、折りたたんだ状態では表側にFelicaチップが存在する事になる。ICカード関係の機能を使用する際はこの点に注意が必要。

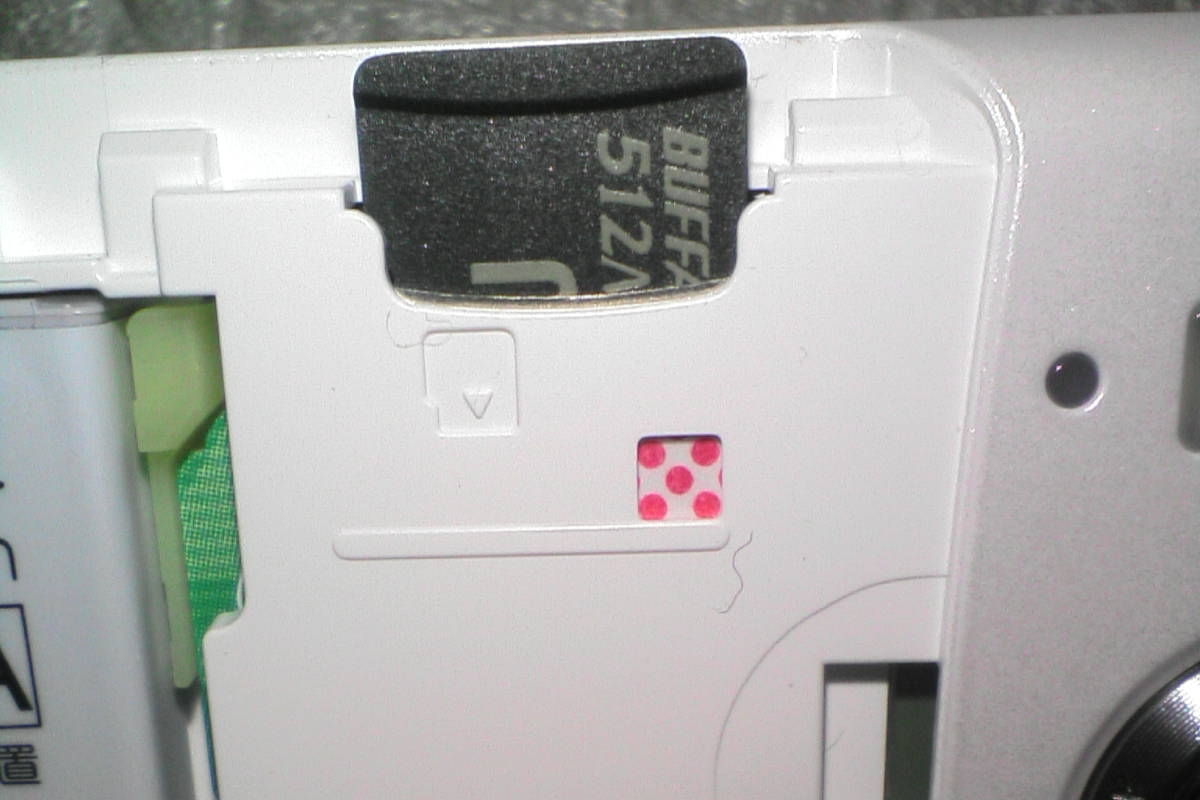
microSDスロットは電池カバーの内側に存在する。

| 主な対応サービス           | 主な対応サービス                    | 主な対応サービス         | 主な対応サービス                                |
| -------------------------- | ----------------------------------- | ------------------------ | ----------------------------------------------- |
| DCMX／おサイフケータイ     | うた・ホーダイ                      | 着うたフル／着うた       | デジタルオーディオプレーヤー(AAC)(SDオーディオ) |
| 直感ゲーム／メガiアプリ    | Music&Videoチャネル／ビデオクリップ | 3Gローミング             | プッシュトーク                                  |
| FOMAハイスピード           | GPS／ケータイお探し                 | デコメール／デコメ絵文字 | iチャネル                                       |
| 着もじ                     | テレビ電話／キャラ電                | 電話帳お預かりサービス   | フルブラウザ                                    |
| おまかせロック／バイオ認証 | 外部メモリー／iモードコンテンツ移行 | トルカ                   | iC通信／iCお引越しサービス                      |
| きせかえツール／マチキャラ | バーコードリーダ／名刺リーダ        | 2in1                     | エリアメール                                    |

## 歴史
- 2006年9月20日：電気通信端末機器審査協会 (JATE) による審査を通過（認定番号: A06-0397001）。
- 2006年10月12日: D903i・D903iTV・F903i・F903iX HIGH-SPEED・N903i・N902iL・P903i・P903iTV・P903iX HIGH-SPEED・SH903i・SH903iTV・SO903i・SIMPURE L1・SIMPURE N1の開発が発表。
- 2006年11月14日　発売。
- 2007年3月1日　プラチナピンク 関西地区期間限定発売。

## 不具合
電源を入れた際にタイミングによってはiチャネルのデータが更新できなくなるケースがあり、2007年1月15日付の更新で修正された。参考リンク